# Matthias Zimmermann (Fußballspieler, 1970)
Matthias Zimmermann (* 14. September 1970 in Trostberg), auch „Zimbo“ genannt, ist ein ehemaliger deutscher Fußballspieler.

## Karriere
Zimmermann begann beim TSV Trostberg im gleichnamigen Ort im Landkreis Traunstein mit dem Fußballspielen, ehe er 1992 zum Landesligisten Wacker Burghausen wechselte und mit ihm am Ende der Saison Meister der Staffel Süd wurde. Danach bestritt er die Folgesaison in der Bayernliga und wurde zur Saison 1994/95 vom FC Bayern München für deren zweite Mannschaft verpflichtet.
Nach zwei Spielzeiten in der drittklassigen Regionalliga Süd wurde er zur Saison 1996/97 vom Zweitligisten SpVgg Unterhaching verpflichtet, bei dem er zehn ruhmreiche Spielzeiten erlebte. Sein Debüt im bezahlten Fußball gab er am 7. August 1996 (2. Spieltag) beim 1:1-Unentschieden im Heimspiel gegen den VfB Oldenburg; sein einziges Tor in seiner Premierensaison erzielte er am 23. August 1996 (4. Spieltag) beim  2:1-Sieg im Heimspiel gegen den FSV Zwickau mit dem Treffer zum Ausgleich in der 28. Minute. In den beiden Folgespielzeiten kam er jeweils in 28 Punktspielen zum Einsatz und erzielte zwei bzw. fünf Tore.
Am Ende seiner dritten Spielzeit mit der SpVgg Unterhaching schloss er mit ihr als Mannschaftskapitän die Saison als Zweitplatzierter ab, was den Aufstieg in die Bundesliga bedeutete. Mit allen 34 Punktspielen und drei Toren trug er zum Klassenerhalt bei; sein Bundesligadebüt gab er am 14. August 1999 (1. Spieltag) bei der 0:3-Niederlage im Auswärtsspiel gegen Eintracht Frankfurt; sein erstes Bundesligator erzielte er am 18. Dezember 1999 (17. Spieltag) bei der 1:2-Niederlage im Auswärtsspiel gegen Bayer 04 Leverkusen mit dem Führungstreffer in der 61. Minute. Am Ende der zweiten Bundesligasaison stand der Abstieg in die 2. Bundesliga fest. 2001/02 erfolgte der Abstieg in die Regionalliga Süd und im Jahr darauf die sofortige Rückkehr in die Zweitklassigkeit. Zur Saison 2005/06 kehrte er zum FC Bayern München II zurück und beendete nach 21 Punktspielen in der Regionalliga Süd seine aktive Fußballer-Karriere.

## Sonstiges
Zimmermann spielte im zentralen Mittelfeld, wo er sowohl offensiv als auch defensiv zum Einsatz kam. Er sorgte mit seinen schnellen Vorstößen und seiner technischen Versiertheit oft für Gefahr im gegnerischen Strafraum.
Er erzielte in 66 Bundesligaspielen vier Tore, in 143 Zweitligaspielen neun Tore und in 111 Drittligaspielen 21 Tore. Des Weiteren bestritt er 14 DFB-Pokalspiele für die SpVgg Unterhaching und zwei für den FC Bayern München II.
Zimmermann erhielt eine Anstellung in der Merchandising-Abteilung des FC Bayern München.
Ferner gehört er der Mannschaft der FC Bayern Allstars an, für die er regelmäßig spielt.